# Kosowy
Kosowy – wieś w Polsce, położona w województwie podkarpackim, w powiecie kolbuszowskim, w gminie Niwiska.
| SIMC    | Nazwa      | Rodzaj     |
| ------- | ---------- | ---------- |
| 0657131 | Góra       | część wsi  |
| 0657148 | Kocia Wola | część wsi  |
| 0657183 | Ługnica    | przysiółek |
| 0657154 | Owsianka   | część wsi  |
| 0657160 | Półanki    | część wsi  |
| 0657177 | Świerczyny | część wsi  |
| 0657190 | Trześnik   | przysiółek |

W latach 1975–1998 wieś administracyjnie należała do województwa rzeszowskiego.
Wieś jest siedzibą parafii Najświętszego Serca Jezusowego, należącej do dekanatu Kolbuszowa Zachód, diecezji rzeszowskiej. W Kosowach również ma swoje źródła rzeka Babulówka.
W roku 2014 dokonano renumeracji wsi w wyniku czego wprowadzono nazwy ulic.
W 1629 roku właścicielem wsi w powiecie sandomierskim województwa sandomierskiego był Stanisław Lubomirski.

## Edukacja

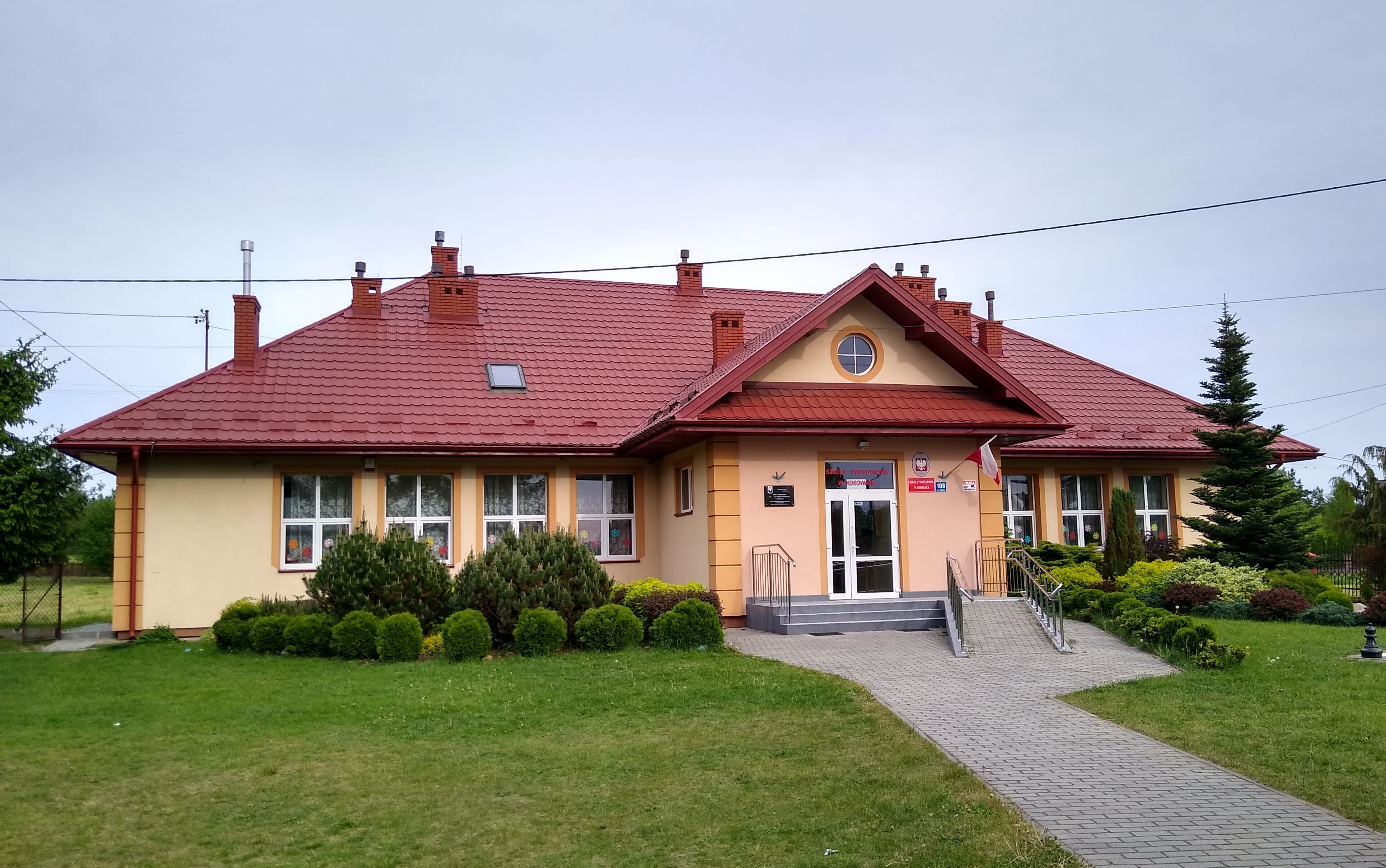
Szkoła Podstawowa im. bł. ks. Jerzego Popiełuszki w Kosowach

Pierwsza szkoła ludowa w Kosowach istniała w roku szkolnym 1881/1882. Jej istnienie przerwała I wojna światowa. Po zakończeniu II wojny światowej do nauczania wykorzystywano jeden z poniemieckich baraków. Realizowano nauczanie 4 klas szkoły podstawowej. Budynek nowej szkoły do użytku oddano w 1959 roku. Zbudowano ją na terenie dawnego podworskiego folwarku, na którym wtedy nie było już jakichkolwiek zabudowań. Nadano jej wtedy imię Stefana Olszowego. Nowo utworzona szkoła realizowała program siedmiu klas szkoły podstawowej. Obecnie w Kosowach działa 8-klasowa szkoła podstawowa, która od 2018 roku nosi imię bł. ks. Jerzego Popiełuszki.

## Ulice
- Cicha
- Dworska
- Św. Jana Pawła II
- Księdza Jerzego Popiełuszki (przy ulicy znajduje się Parafia Najświętszego Serca Jezusowego w Kosowach)[11].
- Leśna
- Majowa
- Mielecka (część drogi wojewódzkiej nr 875).
- Nowa
- Pańska
- Piaskowa (przy ulicy znajduje się remiza Ochotniczej Straży Pożarnej)[12].
- Polna
- Słoneczna
- Spacerowa
- Spokojna
- Szkolna (przy ulicy znajduje się Ludowy Klub Sportowy Orzeł Kosowy oraz Szkoła Podstawowa im. bł. ks. Jerzego Popiełuszki)[13].
- Zielona[14][15].